# Jan Ladislav Dussek
Ne doit pas être confondu avec František Xaver Dušek.
Œuvres principales
Sonate pour piano, « Élégie harmonique » op. 61 (1806)
Jan Ladislav Dussek (baptisé Jan Václav Dusík) est un compositeur et pianiste bohémien, né le 12 février 1760 à Čáslav (Royaume de Bohême) et mort le 20 mars 1812 à Saint-Germain-en-Laye (France).

## Biographie
Dussek naît à Tschaslau (aujourd'hui Čáslav), sur l'ancienne route entre Prague et Vienne, seulement quatre ans après Mozart. Il naît dans une famille de musiciens : son père est cantor et un organiste réputé. Il se met au piano dès cinq ans, à l'orgue à neuf et dès l'âge de 13 ans, compose une messe solennelle. Après 1778, il séjourne successivement à la Haye près du stathouder, au service du comte néerlandais Männer et commence une carrière de concertiste. Il publie ses premières œuvres. À Hambourg, il se perfectionne toute une saison avec Carl Philipp Emanuel Bach. Le maître l'encourage à mettre en pratique ses idées nouvelles. 
En 1783, il est à Saint-Pétersbourg, où il évite la déportation en Sibérie par la protection du prince Radziwill. Il se dirige vers Paris qu'il atteint en 1786, en passant par Berlin, Mayence, Cassel, Franckfort. Pendant son séjour parisien, il a pour élève la pianiste et compositrice Hélène de Montgeroult. Il quitte la France en 1789, lors de la Révolution française pour se réfugier en Angleterre. Il se produit pour la première aux Hanover Square Rooms, le 1er juin 1789. Pendant les années 1790 ses œuvres sont très souvent jouées, notamment lors des concerts Salomon à Londres, avec celles de Joseph Haydn. Il est familier de Viotti, Clementi, Cramer et Dragonetti. Il travaille également avec John Broadwood, un facteur de piano pour en améliorer la conception. En 1792, il se marie avec une harpiste, Sophia Corri, également chanteuse et pianiste, et fonde une maison d'édition avec le père, Domenico Corri, un professeur de chant réputé. En 1799, la maison est au bord de la faillite. Pour éviter la prison, Dussek s'enfuit de nouveau à Hambourg, laissant femme et enfants. Il est au service du prince Louis Ferdinand de Prusse (1804–06), tué à la bataille de Saalfeld. En 1802, il joue dans sa ville natale, Prague. Il passe ensuite au service du prince d'Isenburg (1806–07), avant de revenir à Paris et finit ses jours, retiré à Saint-Germain-en-Laye, souffrant de crises de goutte.
L’Allgemeine musikalische Zeitung d'octobre 1811 rend compte du musicien :

« Parmi tous les artistes allemands qui se trouvent ici actuellement, Dussek jouit sans controverse de la plus grande renommée, même auprès du grand public... Il est généralement considéré comme le restaurateur de la vérité. On pense qu'il apporte en France un jeu du piano plus profond, plus noble, plus expressif, et vraiment à raison. En réalité, on ne peut en ce moment rien entendre de plus digne, de plus accompli au piano que le jeu de Dussek. Ce dernier joue sans effort, ne cherche pas à s'imposer aux autres musiciens par des trucs et astuces à succès ou en dansant sur la corde raide, ne tente pas d'attirer à lui la foule par certaines petites séductions, n'essaye pas non plus d'en imposer par son jeu : il ne consacre ses grands pouvoir qu'aux choses dans son art qu'il peut respecter. [...] On peut dire de lui ainsi, plus que les autres pianistes, que son jeu est éloquent [...] il sait toujours ce qu'il veut communiquer ainsi à l'intelligence et au cœur, ses auditeurs éclairés également. De ce fait, il est soutenu quand il joue par l'effet produit par ses interprétations, par le calme approprié et le maintien assuré de tout son être, ainsi que par l'expression d'une individualité particulièrement présente tant dans ses compositions que dans son jeu. Se dégage de lui un charme très particulier. »

Il y meurt le 20 mars 1812, âgé de 52 ans.

## Œuvres principales
Jan Ladislav Dussek nous laisse environ 280 œuvres musicales. Liste complète dans la biographie (en anglais) de Howard Allen Craw (1964).
- 70 œuvres pour le piano (35 sonates, 12 Études, grand nombre de concertos, duos, fantaisies, rondos) et une méthode
- des sonates pour piano et autres instruments, notamment le violon et la flûte
- des symphonies
- des oratorios, dont la Résurrection
- des nombreuses œuvres pour harpe (sa mère, sa femme et sa fille furent des harpistes distinguées).

## Discographie

### Piano
- Sonates pour piano, op.31/2, 35/1-3, 55, 61 et 64 - Andreas Staier, fortepiano (30 novembre-2 novembre 1992/14-18 septembre 1994, 2 CD DHM 82876 67377 2)
- Sonates pour piano, op. 23, 44 « L'adieu » et op. 64 « Le retour à Paris » - Irène Polya (novembre 2003, Integral Classic) (OCLC 79629031)
- Sonates pour piano, op. 44, 61 et 64 - Markus Backer, piano (23-25 octobre 2003, CPO 777 020-2)
- Sonates pour piano, op. 9/1 à 3 et 77 - Markus Backer, piano (12-13 mars 2007, CPO 777 323-2)
- Intégrale des sonates pour piano (19-20 août / 13-15 mai / 27-28 mai 2017, 3 CD Brillant Classics) (OCLC 1049860021), (OCLC 1088417261 et 1079942866) :
  - vol. n° 1 : op. 10/1 à 3 et op. 31/2 - Bart Van Oort, pianoforte ;
  - vol. n° 2 : op. 25/2 et 39/1 à 3 - Piet Kuijken, pianoforte ;
  - vol. n° 3 : op. 44 « L'adieu » et op. 77 « L’Invocation » - Alekseï Lubimov, pianoforte.
- Douze Études mélodiques op.16, Fantaisie op.76, Vicenzo Paolini, piano, 1 CD Toccata classics 2014. Choc de Classica

### Harpe
- Sonates et sonatines pour harpe - Kyunghee Kim-Sutre, harpe (1997, Mandala MAN4909)

### Musique de chambre
- Sonates pour harpe et pianoforte - Kyunghee Kim-Sutre et Laure Colladant (1995, Mandala MAN4854)
- 5 trios avec piano - Trio 1790 (janvier/mai 1998, CPO 999 583-2) (OCLC 44678059)
- Quatuors à cordes, op. 60 nos 1 à 3 - Quatuor Camesina (4-7 août 2008, MMB) (OCLC 316084367)

### Concertos
- Concertos pour piano, op. 22 et 49 ; Tableau Marie Antoinette, op.23 - Concerto Köln, Andreas Staier, pianoforte (24-28 novembre 1992) CD Capriccio 10444 (OCLC 710058651)
- Concertos pour deux pianos op. 63 & Sonate pour deux pianos, op. 26 - Duo de piano de Prague : Zdeňka et Martin Hršel, piano ; Philharmonie de chambre tchèque de Pardubice, direction : Leoš Švárovský (13 mai/18 juin 2004) CD Praga Digitals PRD/DSD 250 213) (OCLC 60549027) — (en complément : Concerto pour piano à quatre mains de Leopold Kozeluch.)
- Concertos pour piano, op.1 n°3 ; 29 & 70 - Ulster Orchestra, direction & piano : Howard Shelley (3-5 septembre 2013) CD Hyperion CDA 68027 - 2014 (Collection le concerto classique pour piano)
- Concertos pour piano, op. 3  ; 14 & 49 - Ulster Orchestra, direction & piano : Howard Shelley (11-13 septembre 2017)  CD Hyperion CDA 68211 - 2018 (Collection le concerto classique pour piano)
- Concerto pour harpe, op.15 : Dagmar Platilova, harpe, Musici de Praga, direction Radomil Eliska (1986)  CD Supraphon CO-2202 — (en complément : Concerto pour harpe n°5 de Krumpholtz.)
- Fortepiano Concertos de Johann Schobert, Johann Samuel Schroeter et Jan Ladislav Dussek, par l'ensemble Musica ad Rhenum avec Fania Chapiro au piano-forte